# Wolfgang Mayrhofer
Wolfgang Mayrhofer (Klagenfurt, 24 de maio de 1958) é um velejador e professor universitário austríaco. medalhista de prata olímpico.

## Carreira
Wolfgang Mayrhofer representou seu país nos Jogos Olímpicos de 1980, na qual conquistou medalha de prata na classe finn. Ele leciona na WU (Universidade de Economia e Negócios de Viena)